# 1er décembre 1970
Le mardi 1er décembre 1970 est le 335e jour de l'année 1970.

## Naissances
- El Houssaine Ouchla, joueur de football marocain
- Franck Touron, footballeur français
- Guillaume Herbaut, photographe français
- Jonathan Coulton, auteur-compositeur-interprète américain
- Jouko Ahola, acteur
- Julie Condra, actrice américaine
- Kirk Rueter, joueur américain de baseball
- Lembit Rajala, joueur de football estonien
- Matt Sanchez, militant conservateur
- Mickaël Debève, joueur de football français
- Mudge, hacker américain
- Paulina Constancia, artiste philippine
- Sarah Silverman, actrice américaine
- Tisha Waller, athlète américaine, spécialiste du saut en hauteur

## Décès
- Hermann Detzner (né le 16 octobre 1882), officier des forces de sécurité coloniales allemand
- Hermine David (née le 19 avril 1886), peintre française
- Jean Boullet (né en 1921), peintre français
- Jimmy Cookson (né le 6 décembre 1904), joueur de football britannique
- Oscar Jespers (né le 22 mai 1887), sculpteur expressionniste belge
- Ruth Law (née le 21 mars 1887), aviatrice américaine

## Événements
- Luis Echeverría Álvarez est élu président de la République du Mexique. Il poursuit une stratégie plus équilibrée de croissance économique et introduit des mesures destinées à réduire le contrôle de l’économie par les étrangers et à accroître les exportations. Les liens avec les États-Unis se relâchent et Echeverría négocie des accords économiques avec plusieurs pays d’Amérique latine, avec le Canada et la Communauté européenne ; il négocie également un accord avec le Conseil d'assistance économique mutuelle, parrainé par l’Union soviétique.
- La République démocratique populaire du Yémen est créée sur le modèle soviétique.
- Sortie de l'album 'Til the Band Comes In de Scott Walker
- Sortie de l'album Amour Anarchie de Léo Ferré
- Sortie de l'album Desertshore de Nico
- Sortie de l'album First Utterance du groupe Comus
- Sortie de l'album H to He, Who Am the Only One
- Sortie de l'album Highway